# 彌陀庄
彌陀庄為臺灣日治時期自1920年至1945年間存在之行政區，轄屬高雄州岡山郡。今高雄市彌陀區、永安區及梓官區。

## 行政區劃
彌陀地區在清治時代屬維新里、仁壽上里，在1897年5月分別隸屬於鳳山縣大湖、阿公店辨務署。1898年2月5日，鳳山縣公告劃設區，維新里分為「竹仔港區、蔡文區」，仁壽上里分為「阿公店區、後恊區、梓官區、彌陀港區」。1898年6月28日，鳳山縣被併入臺南縣，大湖辨務署併入阿公店辨務署。1900年4月1日，阿公店辨務署併入鳳山辨務署，改為阿公店支署。1900年2月12日，後恊區的中崙庄、同安厝庄、淵官庄改隸梓官區，彌陀港區的頂石螺潭庄、下石螺潭庄改隸後恊區，梓官區的頂螺底庄、下螺底庄改隸彌陀港區，竹仔港區的三爺埤庄改隸蔡文區。同年11月15日，後恊區併入阿公店區、梓官區。1901年11月11日，臺灣的行政區劃改為二十廳，維新里、仁壽上里隸屬於鳳山廳。1904年4月15日，鳳山廳實施街庄整併。此時的劃分如下：
- 竹仔港區
  - 維新里：烏樹林庄、竹仔港庄
- 梓官區
  - 仁壽上里：梓官庄、大舍甲庄、茄苳坑庄、赤崁庄、蚵仔藔庄、石螺潭庄
- 彌陀港區
  - 仁壽上里：舊港口庄、鹽埕庄、海尾庄、彌陀港庄、漯底庄、港口崙庄

1909年10月25日，臺灣的行政區劃改為十二廳，鳳山廳因此廢止，被併入臺南廳，隸屬臺南廳「阿公店支廳」。1920年10月1日，原堡里鄉澚之行政區廢除，街庄社改為大字，「彌陀港」改稱「彌陀」，而上述街庄合併為高雄州岡山郡彌陀庄，轄域內分為烏樹林、竹子港、舊港口、鹽埕、海尾、彌陀、港口崙、石螺潭、梓官、漯底、大舍甲、茄苳坑、赤崁、蚵子寮等14個大字。1932年12月，蚵子寮拆分為頂蚵子寮與下蚵子寮，「下蚵子寮」改由左營庄所轄。1943年10月，高雄海軍航空隊飛行場所在的「港口崙」和「石螺潭」劃入岡山街。
二戰後，烏樹林、竹子港與舊港口之一部分獨立組成「永安鄉」，梓官、大舍甲、茄苳坑、赤崁、頂蚵子寮獨立組成「梓官鄉」，其餘組成「彌陀鄉」。
| 1900年   | 1900年   | 1900年                                 | 1920年 | 1920年 | 1943年 | 1943年   | 現在           |
| 堡里     | 區       | 街庄社                                 | 街庄   | 大字   | 街庄   | 大字     | 鄉鎮           |
| -------- | -------- | -------------------------------------- | ------ | ------ | ------ | -------- | -------------- |
| 維新里   | 竹仔港區 | 竹仔港庄、崁下庄                       | 彌陀庄 | 烏樹林 | 彌陀庄 | 烏樹林   | 永安區         |
| 維新里   | 竹仔港區 | 烏樹林庄、三塊厝庄                     | 彌陀庄 | 竹子港 | 彌陀庄 | 竹子港   | 永安區         |
| 仁壽上里 | 彌陀港區 | 舊港口庄、新港口庄、新厝仔庄           | 彌陀庄 | 舊港口 | 彌陀庄 | 舊港口   | 彌陀區、永安區 |
| 仁壽上里 | 彌陀港區 | 頂鹽埕庄、下鹽埕庄、三點山庄、五份仔庄 | 彌陀庄 | 鹽埕   | 彌陀庄 | 鹽埕     | 彌陀區         |
| 仁壽上里 | 彌陀港區 | 知高藔庄、海埔庄、大山仔庄             | 彌陀庄 | 海尾   | 彌陀庄 | 海尾     | 彌陀區         |
| 仁壽上里 | 彌陀港區 | 彌陀港庄                               | 彌陀庄 | 彌陀   | 彌陀庄 | 彌陀     | 彌陀區         |
| 仁壽上里 | 彌陀港區 | 頂漯底庄、下漯底庄                     | 彌陀庄 | 漯底   | 彌陀庄 | 漯底     | 彌陀區         |
| 仁壽上里 | 梓官區   | 梓官庄、中崙庄                         | 彌陀庄 | 梓官   | 彌陀庄 | 梓官     | 梓官區         |
| 仁壽上里 | 梓官區   | 同安厝庄、大舍甲庄、淵官庄             | 彌陀庄 | 大舍甲 | 彌陀庄 | 大舍甲   | 梓官區         |
| 仁壽上里 | 梓官區   | 茄苳坑庄、典寶庄、淵官庄               | 彌陀庄 | 茄苳坑 | 彌陀庄 | 茄苳坑   | 梓官區         |
| 仁壽上里 | 梓官區   | 赤崁庄、典寶庄                         | 彌陀庄 | 赤崁   | 彌陀庄 | 赤崁     | 梓官區         |
| 仁壽上里 | 梓官區   | 頂蚵仔藔庄                             | 彌陀庄 | 蚵子寮 | 彌陀庄 | 頂蚵子寮 | 梓官區         |
| 仁壽上里 | 梓官區   | 下蚵仔藔庄                             | 彌陀庄 | 蚵子寮 | 高雄市 | 下蚵子寮 | 楠梓區         |
| 仁壽上里 | 梓官區   | 頂石螺潭庄、下石螺潭庄                 | 彌陀庄 | 石螺潭 | 岡山街 | 石螺潭   | 岡山區         |
| 仁壽上里 | 彌陀港區 | 港口崙庄                               | 彌陀庄 | 港口崙 | 岡山街 | 港口崙   | 岡山區         |

## 區、庄長
- 竹仔港區長
  - 張作舟：1910~1920年
- 彌陀港區長
  - 高允：1910~1920年
- 梓官區長
  - 歐偉雲：1910~1920年
- 彌陀庄長
  - 歐偉雲：1920~1924年
  - 高文良：1925~1930年
  - 齋藤善次郎：1931~1934年，原任岡山庄長，後任路竹庄長
  - 高文良：1935年
  - 八島善之進：1936~1945年[10]

## 設施
- 彌陀庄役場（彌陀245番地）[11]
- 烏樹林專賣支局
- 烏樹林鹽田

- 彌陀公學校→彌陀國民學校（今彌陀國小）
- 新厝公學校→新厝國民學校（今永安國小）
- 梓官公學校→梓官國民學校（今梓官國小）
- 蚵子寮公學校→蚵子寮國民學校（今蚵寮國小）

- 警察派出所（以下警察官吏派出所由岡山郡警察課管轄）[12]
  - 彌陀派出所：管轄彌陀、漯底、海尾、鹽埕115至312番地
  - 梓官派出所：管轄梓官、大舍甲
  - 赤崁派出所：管轄赤崁、茄苳坑、頂蚵子寮
  - 舊港口派出所：管轄舊港口177至325番地、鹽埕24-4至81及354至367番地
  - 烏樹林派出所：管轄烏樹林、竹子港、舊港口3及12至16番地

## 交通
- 台灣製糖株式會社
  - 漯底線
  - 赤崁線
  - 港口崙線

- 烏樹林製鹽株式會社
  - 烏樹林線[13]

## 名勝舊跡
- 漯底山